# Tapeinochilos
Genre
Synonymes
Tapeinocheilos
Classification phylogénétique

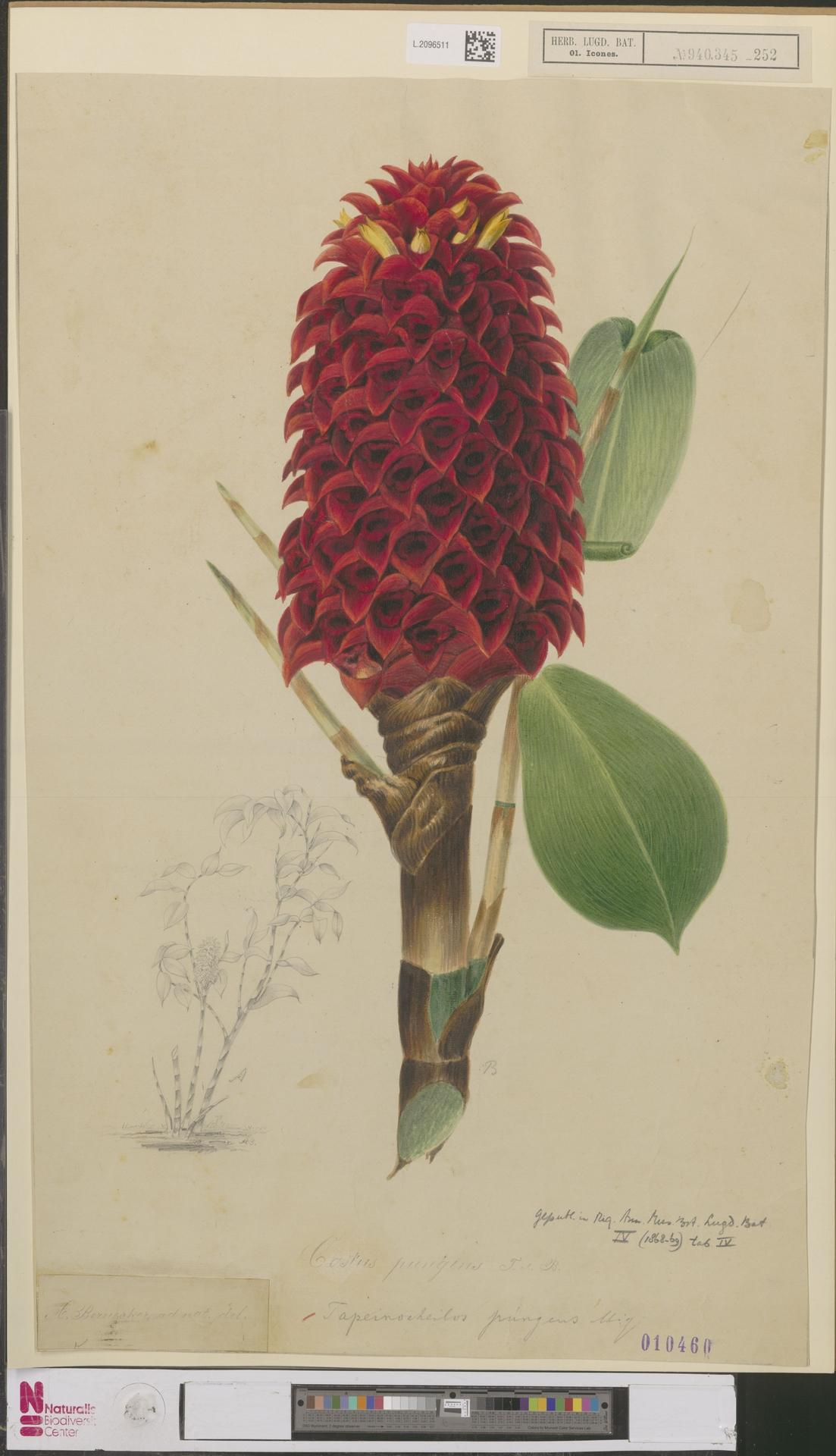
A. Bernecker: Tapeinochilos pungens Miquel, environ 1860

Tapeinochilos est un genre de plantes de la famille des Costaceae.
La distribution de Tapeinochilos s'étend des Iles Sulu dans l'Archipel des Moluques via la Nouvelle-Guinée jusqu'au Vanuatu à l'Est et à l'Australie tropicale (Nord du Queensland) au Sud. 
Le centre de diversité des Tapeinochilos est en Nouvelle-Guinée, avec plus de 80 % des espèces qui y sont trouvées.

## Liste des espèces
Selon NCBI (2 Aug 2010) :
- Tapeinochilos ananassae
- Tapeinochilos dahlii
- Tapeinochilos hollrungii
- Tapeinochilos pubescens
- Tapeinochilos queenslandiae
- Tapeinochilos solomonensis

Selon World Checklist of Selected Plant Families (WCSP) (23 février 2012) :
- Tapeinochilos acaulis K.Schum. (1889)
- Tapeinochilos ananassae (Hassk.) K.Schum. (1899)
- Tapeinochilos beccarii K.Schum. (1899)
- Tapeinochilos dahlii K.Schum. (1898)
- Tapeinochilos densus K.Schum. (1899)
- Tapeinochilos fissilabrum Gagnep. (1908)
- Tapeinochilos globiceps K.Schum. (1899)
- Tapeinochilos hollrungii K.Schum. (1889)
- Tapeinochilos lauterbachii K.Schum. (1899)
- Tapeinochilos naumannii Warb. (1891)
- Tapeinochilos piniformis Warb. (1891)
- Tapeinochilos pubescens Ridl. (1886)
- Tapeinochilos recurvatus K.Schum. (1899)
- Tapeinochilos spectabilis K.Schum. (1899)
- Tapeinochilos tomentosus Valeton (1913)
- Tapeinochilos versteegii Valeton (1913)

## Espèces aux noms synonymes,  obsolètes et leur taxons de référence
Selon World Checklist of Selected Plant Families (WCSP) (23 février 2012) :
- Tapeinochilos australis K.Schum. (1899) = Tapeinochilos ananassae (Hassk.) K.Schum. (1899)
- Tapeinochilos koordersianus Ridl. (1900) = Etlingera heliconiifolia  (K.Schum.) A.D.Poulsen (2010)
- Tapeinochilos pungens (Teijsm. & Binn.) Miq. (1869) = Tapeinochilos ananassae (Hassk.) K.Schum. (1899)
- Tapeinochilos pungens var. queenslandiae F.M.Bailey  (1902) = Tapeinochilos ananassae (Hassk.) K.Schum. (1899) = Tapeinochilos ananassae (Hassk.) K.Schum. (1899)
- Tapeinochilos pungens var. teysmannianus (Warb.) Valeton (1913) = Tapeinochilos ananassae (Hassk.) K.Schum. (1899)
- Tapeinochilos queenslandiae (F.M.Bailey) K.Schum. (1904) = Tapeinochilos ananassae (Hassk.) K.Schum. (1899)
- Tapeinochilos teysmannianus Warb. (1891) = Tapeinochilos ananassae (Hassk.) K.Schum. (1899)